# Liparetrus nudipennis
Liparetrus nudipennis är en skalbaggsart som beskrevs av Ernst Friedrich Germar 1848. Liparetrus nudipennis ingår i släktet Liparetrus och familjen Melolonthidae. Inga underarter finns listade i Catalogue of Life.